# Extended Versions (Slaughter)
Extended Versions è un album dal vivo del gruppo musicale statunitense Slaughter, pubblicato il 23 luglio 2002 dalla BMG.

## Tracce
1. Mad About You – 4:33
2. Fly to the Angels – 5:16
3. Move to the Music – 3:54
4. Up All Night – 6:04
5. Spend My Life – 2:10
6. Wildlife – 3:03
7. Real Love – 3:35
8. Rock the World – 3:44
9. Shout It Out – 3:26
10. Dance for Me – 3:16

## Formazione
- Mark Slaughter – voce, chitarra ritmica, tastiere
- Tim Kelly – chitarra solista, cori
- Dana Strum – basso, cori
- Blas Elias – batteria, cori